# Ла-Побла-да-Кларамун
Ла-По́бла-да-Клараму́н (кат. La Pobla de Claramunt) ― муніципалітет, розташований в Автономній області Каталонія, в Іспанії. Код муніципалітету за номенклатурою Інституту статистики Каталонії ― 81653. Знаходиться у районі (кумарці) Анойя (коди району ― 06 та AI) провінції Барселона, згідно з новою адміністративною реформою перебуватиме у складі Центральної баґарії (округи). 

## Населення
Населення міста (у 2007 р.) становить 2.193 особи (з них менш як 14 років ― 16,6%, від 15 до 64 ― 67,5%, понад 65 років ― 15,8%). У 2006 р. народжуваність склала 25 осіб, смертність ― 12 осіб, зареєстровано 9 шлюбів. У 2001 р. активне населення становило 940 осіб, з них безробітних ― 74 особи.

Серед осіб, які проживали на території міста у 2001 р., 1.326 народилися в Каталонії (з них 1.060 осіб у тому самому районі, або кумарці), 402 особи приїхали з інших областей Іспанії, а 62 особи приїхали з-за кордону. 

Університетську освіту має 9% усього населення. 

У 2001 р. нараховувалося 648 домогосподарств (з них 21,9% складалися з однієї особи, 26,4% з двох осіб,19,1% з 3 осіб, 22,1% з 4 осіб, 8,2% з 5 осіб, 1,4% з 6 осіб, 0,8% з 7 осіб, 0,2% з 8 осіб і 0% з 9 і більше осіб).

Активне населення міста у 2001 р. працювало у таких сферах діяльності : у сільському господарстві ― 0,6%, у промисловості ― 53%, на будівництві ― 9,6% і у сфері обслуговування ― 36,8%. 

 У муніципалітеті або у власному районі (кумарці) працює 1.349 осіб, поза районом ― 456 осіб.

### Безробіття
У 2007 р. нараховувалося 95 безробітних (у 2006 р. ― 92 безробітних), з них чоловіки становили 37,9%, а жінки ― 62,1%.

## Економіка

### Підприємства міста

#### Промислові підприємства
| \| Промислові підприємства міста, за сферою діяльності \| Промислові підприємства міста, за сферою діяльності \| Промислові підприємства міста, за сферою діяльності \| \| Рік \| 2002 р. \| 2001 р. \| \| --------------------------------------------------- \| --------------------------------------------------- \| --------------------------------------------------- \| \| Енергетичні та водні ресурси \| 5,7% \| 5,9% \| \| Хімія та метали \| 7,1% \| 5,9% \| \| Переробка металів \| 28,6% \| 27,9% \| \| Продукти харчування \| 2,9% \| 2,9% \| \| Текстиль \| 24,3% \| 25% \| \| Виробництво меблів, видання \| 28,6% \| 29,4% \| \| Інше \| 2,9% \| 2,9% \| \| Усього підприємств \| 70 \| 68 \| |         |         |
| Промислові підприємства міста, за сферою діяльності |         |         |
| Рік | 2002 р. | 2001 р. |
| Енергетичні та водні ресурси | 5,7%    | 5,9%    |
| Хімія та метали | 7,1%    | 5,9%    |
| Переробка металів | 28,6%   | 27,9%   |
| Продукти харчування | 2,9%    | 2,9%    |
| Текстиль | 24,3%   | 25%     |
| Виробництво меблів, видання | 28,6%   | 29,4%   |
| Інше | 2,9%    | 2,9%    |
| Усього підприємств | 70      | 68      |

#### Роздрібна торгівля
| \| Підприємства роздрібної торгівлі міста, за сферою діяльності \| Підприємства роздрібної торгівлі міста, за сферою діяльності \| Підприємства роздрібної торгівлі міста, за сферою діяльності \| \| Рік \| 2002 р. \| 2001 р. \| \| ------------------------------------------------------------ \| ------------------------------------------------------------ \| ------------------------------------------------------------ \| \| Продукти харчування \| 40% \| 40% \| \| Одяг та взуття \| 6,7% \| 6,7% \| \| Товари для дому \| 6,7% \| 6,7% \| \| Книги та періодичні видання \| 0% \| 0% \| \| Промислова хімічна продукція \| 6,7% \| 13,3% \| \| Продукція, пов'язана з транспортними засобами \| 0% \| 6,7% \| \| Інше \| 40% \| 26,7% \| \| Усього підприємств \| 15 \| 15 \| |         |         |
| Підприємства роздрібної торгівлі міста, за сферою діяльності |         |         |
| Рік | 2002 р. | 2001 р. |
| Продукти харчування | 40%     | 40%     |
| Одяг та взуття | 6,7%    | 6,7%    |
| Товари для дому | 6,7%    | 6,7%    |
| Книги та періодичні видання | 0%      | 0%      |
| Промислова хімічна продукція | 6,7%    | 13,3%   |
| Продукція, пов'язана з транспортними засобами | 0%      | 6,7%    |
| Інше | 40%     | 26,7%   |
| Усього підприємств | 15      | 15      |

#### Сфера послуг
| \| Підприємства міста, що працюють у сфері послуг, за діяльністю \| Підприємства міста, що працюють у сфері послуг, за діяльністю \| Підприємства міста, що працюють у сфері послуг, за діяльністю \| \| Рік \| 2002 р. \| 2001 р. \| \| ------------------------------------------------------------- \| ------------------------------------------------------------- \| ------------------------------------------------------------- \| \| Гуртова торгівля \| 11,5% \| 10,2% \| \| Готелі та готельний бізнес \| 15,4% \| 16,3% \| \| Транспорт та зв'язок \| 13,5% \| 16,3% \| \| Посередницькі фінансові послуги \| 5,8% \| 6,1% \| \| Послуги підприємствам \| 5,8% \| 6,1% \| \| Послуги фізичним особам \| 26,9% \| 26,5% \| \| Нерухомість та ін. \| 21,2% \| 18,4% \| \| Усього підприємств \| 52 \| 49 \| |         |         |
| Підприємства міста, що працюють у сфері послуг, за діяльністю |         |         |
| Рік | 2002 р. | 2001 р. |
| Гуртова торгівля | 11,5%   | 10,2%   |
| Готелі та готельний бізнес | 15,4%   | 16,3%   |
| Транспорт та зв'язок | 13,5%   | 16,3%   |
| Посередницькі фінансові послуги | 5,8%    | 6,1%    |
| Послуги підприємствам | 5,8%    | 6,1%    |
| Послуги фізичним особам | 26,9%   | 26,5%   |
| Нерухомість та ін. | 21,2%   | 18,4%   |
| Усього підприємств | 52      | 49      |

## Житловий фонд
У 2001 р. 5,9% усіх родин (домогосподарств) мали житло метражем до 59 м2, 33,3% ― від 60 до 89 м2, 41,5% ― від 90 до 119 м2 і
19,3% м понад 120 м2.

З усіх будівель у 2001 р. 52% було одноповерховими, 35,9% ― двоповерховими, 9,9
% ― триповерховими, 1,2% ― чотириповерховими, 0,6% ― п'ятиповерховими, 0,3% ― шестиповерховими,
0,1% ― семиповерховими, 0% ― з вісьмома та більше поверхами.

## Автопарк
| \| Автомобілі, зареєстровані у місті, за призначенням \| Автомобілі, зареєстровані у місті, за призначенням \| Автомобілі, зареєстровані у місті, за призначенням \| \| Рік \| 2006 р. \| 2005 р. \| \| -------------------------------------------------- \| -------------------------------------------------- \| -------------------------------------------------- \| \| Приватні автомобілі \| 62,6% \| 64,2% \| \| Мотоцикли \| 8,9% \| 8,3% \| \| Вантажівки \| 22,3% \| 21,7% \| \| Трактори \| 1,5% \| 1,5% \| \| Автобуси та ін. \| 4,7% \| 4,3% \| \| Усього автомобілів \| 1.689 шт. \| 1.573 шт. \| |           |           |
| Автомобілі, зареєстровані у місті, за призначенням |           |           |
| Рік | 2006 р.   | 2005 р.   |
| Приватні автомобілі | 62,6%     | 64,2%     |
| Мотоцикли | 8,9%      | 8,3%      |
| Вантажівки | 22,3%     | 21,7%     |
| Трактори | 1,5%      | 1,5%      |
| Автобуси та ін. | 4,7%      | 4,3%      |
| Усього автомобілів | 1.689 шт. | 1.573 шт. |

## Вживання каталанської мови
У 2001 р. каталанську мову у місті розуміли 95,4% усього населення (у 1996 р. ― 96,6%), вміли говорити нею 83,9% (у 1996 р. м 
83,6%), вміли читати 82,2% (у 1996 р. ― 80,5%), вміли писати 55,8
% (у 1996 р. ― 49%). Не розуміли каталанської мови 4,6%.

## Політичні уподобання
У виборах до Парламенту Каталонії у 2006 р. взяло участь 965 осіб (у 2003 р. ― 1.046 осіб). Голоси за політичні сили розподілилися таким чином:
| \| Вибори до Парламенту Каталонії \| Вибори до Парламенту Каталонії \| Вибори до Парламенту Каталонії \| \| Рік \| 2006 р. \| 2003 р. \| \| -------------------------------------- \| ------------------------------ \| ------------------------------ \| \| Конвергенція та Єднання (CiU) \| 40,9% \| 39,5% \| \| Соціалістична партія Каталонії (PSC) \| 27% \| 30,3% \| \| Народна партія (PP) \| 5,1% \| 5,6% \| \| Ініціатива за зелену Каталонію (IC) \| 7,2% \| 4,5% \| \| Республіканська лівиця Каталонії (ERC) \| 16,6% \| 19,3% \| \| Громадянська партія (C's) \| 0,6% \| 0% \| \| Інші \| 2,6% \| 0,8% \| |         |         |
| Вибори до Парламенту Каталонії |         |         |
| Рік | 2006 р. | 2003 р. |
| Конвергенція та Єднання (CiU) | 40,9%   | 39,5%   |
| Соціалістична партія Каталонії (PSC) | 27%     | 30,3%   |
| Народна партія (PP) | 5,1%    | 5,6%    |
| Ініціатива за зелену Каталонію (IC) | 7,2%    | 4,5%    |
| Республіканська лівиця Каталонії (ERC) | 16,6%   | 19,3%   |
| Громадянська партія (C's) | 0,6%    | 0%      |
| Інші | 2,6%    | 0,8%    |

У муніципальних виборах у 2007 р. взяло участь 1.084 особи (у 2003 р. ― 1.089 осіб). Голоси за політичні сили розподілилися таким чином:
| \| Муніципальні вибори \| Муніципальні вибори \| Муніципальні вибори \| \| Рік \| 2007 р. \| 2003 р. \| \| -------------------------------------- \| ------------------- \| ------------------- \| \| Конвергенція та Єднання (CiU) \| 61,4% \| 44,7% \| \| Соціалістична партія Каталонії (PSC) \| 19,6% \| 25,9% \| \| Народна партія (PP) \| 1% \| 4,5% \| \| Ініціатива за зелену Каталонію (IC) \| 2,4% \| 5,1% \| \| Республіканська лівиця Каталонії (ERC) \| 15,6% \| 19,8% \| \| Громадянська партія (C's) \| 0% \| 0% \| \| Інші \| 0% \| 0% \| |         |         |
| Муніципальні вибори |         |         |
| Рік | 2007 р. | 2003 р. |
| Конвергенція та Єднання (CiU) | 61,4%   | 44,7%   |
| Соціалістична партія Каталонії (PSC) | 19,6%   | 25,9%   |
| Народна партія (PP) | 1%      | 4,5%    |
| Ініціатива за зелену Каталонію (IC) | 2,4%    | 5,1%    |
| Республіканська лівиця Каталонії (ERC) | 15,6%   | 19,8%   |
| Громадянська партія (C's) | 0%      | 0%      |
| Інші | 0%      | 0%      |